# Liste des corps de la fonction publique française
En France, la fonction publique d'État, c'est-à-dire l'ensemble des fonctionnaires et agents publics travaillant dans les administrations et organismes publics à caractère administratifs de l'État, est divisée en corps. Dans la fonction publique territoriale, il n'y a pas de corps, mais des cadres d'emploi.
La liste qui suit présente les corps de la fonction publique de l'État (FPE), de la fonction publique hospitalière (FPH) ainsi que les cadres d'emplois de la fonction publique territoriale (FPT). Les corps placés en extinction, c'est-à-dire dans lesquels on ne recrute plus de nouveaux fonctionnaires, sont indiqués comme tels. Les corps supprimés ne figurent pas dans la liste.

## Catégorie A+

### Corps et emplois de direction des administrations
- Fonction publique de l'État :
  - Le corps des administrateurs de l'État (recrutement externe ouvert par l'INSP)
  - Le corps des administrateurs de la DGSE (recrutement externe ouvert par l'INSP)
  - Le corps de conception et de direction de la police nationale (commissaires de police)
  - Le corps des conservateurs généraux des bibliothèques
  - Le corps des conservateurs du patrimoine (issu de la fusion en 2013 des corps de conservateurs généraux du patrimoine et des conservateurs du patrimoine)
  - Le corps des directeurs des services pénitentiaires
  - Emplois fonctionnels et statuts d'emploi :
    - Les emplois de direction de la direction générale des Douanes et Droits indirects
    - Les emplois de direction de la direction générale de la Concurrence, de la Consommation, et de la Répression des Fraudes
    - Les emplois de préfets (préfets et sous-préfets)
    - Les emplois de direction de la direction générale des Finances publiques
    - Les emplois d'auditeurs de justice
    - Les emplois fonctionnels des services déconcentrés de l’éducation nationale[3] :
      - vice-recteur ;
      - secrétaire général de région académique ;
      - secrétaire général d’académie ;
      - directeur académique des services de l’éducation nationale ;
      - directeur du service interacadémique des examens et concours des académies de Créteil, Paris et Versailles ;
      - conseiller de recteur région académique, de recteur d’académie ou de vice-recteur (chef de services d’information et d’orientation, de délégué aux enseignements techniques, de délégué à la formation continue, de délégué à la formation professionnelle initiale et continue ou de délégué au numérique) ;
      - adjoint aux conseillers des recteurs de région académique ;
      - directeur de cabinet de recteur ou de vice-recteur ;
      - directeur académique adjoint des services de l’éducation nationale ;
      - conseiller technique de recteur ou de vice-recteur pour les établissements et la vie scolaire ;
      - adjoint au directeur académique des services de l’éducation nationale chargé du premier degré ;
      - adjoint au secrétaire général de région académique ou adjoint au secrétaire général d’académie ;
      - secrétaire général de direction des services départementaux de l’éducation nationale ou de vice-rectorat ;
      - conseiller de directeur académique des services de l’éducation nationale en matière de jeunesse, d’engagement et de sports, chargé des fonctions de chef du service départemental à la jeunesse, à l’engagement et aux sports mentionnées à l’article R. 222-24 du Code de l’éducation[4].

    - Les emplois des services d'inspection générale ou de contrôle
    - Les emplois de directeurs du ministère de la justice :
      - Les emplois de directeur fonctionnel de la protection judiciaire de la jeunesse du premier groupe ;
      - Les emplois de directeur fonctionnel des services pénitentiaires d'insertion et de probation classés dans le second groupe de la 1re catégorie ;
      - Les emplois de directeur fonctionnel des services de greffe judiciaires du premier groupe.
- Fonction publique territoriale :
  - Le cadre d'emploi des administrateurs territoriaux
  - Le cadre d'emploi des ingénieurs en chef
  - Le cadre d'emploi des conservateurs territoriaux des bibliothèques
  - Le cadre d'emploi des conservateurs territoriaux du patrimoine
  - Le corps des administrateurs de la ville de Paris
  - Le cadre d'emploi de conception et de direction des sapeurs-pompiers professionnels (colonel, colonel hors classe et contrôleur général)
- Fonction publique hospitalière :
  - Le corps des directeurs d'hôpital
  - Le corps des directeurs d'établissement sanitaire, social et médico-social
  - Le corps des directeurs des soins

En extinction :
- Le corps préfectoral (préfets et sous-préfets)
- Le corps diplomatique : conseillers des affaires étrangères (cadre d'Orient et cadre général), ministres plénipotentiaires
- Le corps des administrateurs civils
- Le corps des administrateurs des finances publiques, issu de la fusion du corps des Trésoriers-payeurs généraux et du corps des directeurs des services fiscaux
- Le corps des administrateurs des PTT[5], corps mis en extinction depuis avril 2002

### Corps de la justice judiciaire
- Le corps des magistrats des tribunaux, des cours d'appels et de la Cour de cassation[6]

### Corps de la justice administrative

#### Corps des magistrats de l'ordre administratif
- Le corps des membres du Conseil d'État
- Le corps des magistrats des tribunaux administratifs et des cours administratives d'appel (recrutement externe ouvert par l'INSP)

#### Corps des magistrats financiers
- Le corps des magistrats de la Cour des comptes
- Le corps des magistrats de chambre régionale des comptes (recrutement externe ouvert par l'INSP)

### Corps d'inspection générale
- Le corps du Contrôle général des armées
- Le corps des inspecteurs généraux de l'INSEE

En extinction :
- Le corps de l'Inspection générale de l'administration
- Le corps de l'Inspection générale des finances
- Le corps de l'Inspection générale de l'administration de l'Éducation nationale et de la recherche
- Le corps de l'Inspection générale des affaires sociales
- Le corps de l'Inspection générale des affaires culturelles
- Le corps de l'Inspection générale de l'agriculture

### Corps d'inspection
- Le corps des Inspecteurs et conseillers de la création, des enseignements artistiques et de l'action culturelle du ministère de la Culture

- Le corps des Inspecteurs de la jeunesse et des sports[7]

### Corps supérieurs de l'éducation, de la recherche, de la jeunesse et du sport
- le corps des professeurs des universités
- le corps des maîtres de conférences
- Les corps d'inspection de l'éducation : IEN (inspecteur de l'Education nationale) et IA-IPR (inspecteur d'académie-inspecteur pédagogique régional)

- Corps des personnels de direction de l'Éducation nationale
- Administrateurs de l'éducation nationale, de l'enseignement supérieur et de la recherche (AENESR)
- Chargés de recherche des établissements public à caractère scientifique et technologique
- Professeur de chaire supérieure
- Professeurs agrégés
- le corps des conseillers techniques et pédagogiques supérieurs (CTPS)[8]

### Corps techniques
- Fonction publique de l'État
  - Le corps des ingénieurs des mines qui a fusionné avec le corps des ingénieurs des télécommunications en janvier 2009, puis avec le corps de contrôle des assurances en mars 2012
  - Le corps des ingénieurs des ponts, des eaux et des forêts, qui résulte de la fusion du corps des ingénieurs des ponts et chaussées et du corps des ingénieurs du génie rural, des eaux et des forêts
  - Le corps des administrateurs de l'INSEE
  - Le corps des administrateurs des affaires maritimes
  - Le corps des ingénieurs de l’armement
  - Le corps des médecins inspecteurs de la santé publique (décret 91-1025 du 7 octobre 1991)
  - Le corps des pharmaciens inspecteurs de santé publique (Décret 92-1432 du 30 décembre 1992 : Les médecins militaires exerçant au sein du Service de santé des armées (SSA))
  - Le corps des inspecteurs de santé publique vétérinaire (rattaché au ministère de l'Agriculture)
  - Le corps des architectes et urbanistes de l'État (AUE)
  - Le corps des architectes en chef des Monuments historiques (ACMH)
- Fonction publique territoriale
  - Le cadre d'emploi des ingénieurs en chef territoriaux
  - Le corps des architectes-voyers de la Ville de Paris
  - Le corps des ingénieurs cadres supérieurs d'administrations parisiennes (ICSAP)
- Fonction publique hospitalière
  - Le corps des praticiens hospitalier (PH)

### Corps des assemblées parlementaires
- Le corps des administrateurs des services de l'Assemblée nationale
- Le corps des administrateurs des services du Sénat

## Catégorie A
La catégorie A correspond aux fonctions de conception, d'expertise, de gestion ou de pilotage, et d'encadrement d'unités administratives. Les fonctionnaires de catégorie A participent ainsi à la conception, à l'élaboration, à la mise en œuvre et au contrôle des politiques publiques ministérielles et interministérielles.
Les agents publics de catégorie A représentent la majorité des effectifs de la fonction publique d’État (55,6 %, notamment en raison du grand nombre d’enseignants), un tiers des effectifs de la fonction publique hospitalière (32,9 %, notamment depuis la revalorisation du corps des infirmiers) et seulement 9,7 % des effectifs de la fonction publique territoriale.

### Corps de conception et d'encadrement des administrations
- Fonction publique de l'État
  - Attachés d'administration de l'État[10] (CIGEM)
  - Attachés de la DGSE
  - Secrétaires des affaires étrangères (cadre d'Orient et cadre général)
  - Corps de commandement de la police nationale
  - Directeurs des services de greffe judiciaires (anciennement greffier en chef)
  - Cadre greffier
  - Directeurs de la protection judiciaire de la jeunesse (PJJ)
  - Directeurs pénitentiaires d'insertion et de probation
  - Corps de commandement de l'administration pénitentiaires
  - Conseillers pénitentiaires d'insertion et de probation
  - Délégués au permis de conduire et à la sécurité routière
  - Officiers de protection des réfugiés et des apatrides (OFPRA)
  - Traducteurs et traducteurs principaux (existant au sein des seuls ministères de l’Économie et des Finances et des Affaires Étrangères)
  - Corps des bibliothécaires
  - Chargés d'études documentaires
  - Conseillers d'éducation populaire et de jeunesse[11]
  - Professeurs de sport (ministère chargé des sports)[12]
- Fonction publique territoriale
  - Attachés territoriaux
  - Secrétaires de mairie (cat. A)
  - Attachés d'administrations parisiennes
  - Directeurs de police municipale
- Fonction publique hospitalière
  - Attachés d’administration hospitalière
  - Cadre de santé
- Fonction publique parlementaire :
- Administrateur-adjoint du Sénat
- Administrateur-adjoint de l’Assemblée nationale

### Corps d'inspection
- Inspecteur des finances publiques (issu de la fusion entre le corps des inspecteurs du Trésor public et celui des inspecteurs des impôts)
- Inspecteur de la concurrence, de la consommation et de la répression des fraudes
- Inspecteur des douanes et droits indirects
- Inspecteur de la sécurité des navires
- Inspecteur de l'action sanitaire et sociale
- Inspecteur du travail
- Inspecteur de la sécurité des navires

### Corps de l'éducation et de la recherche
- Professeurs certifiés, titulaires du certificat d'aptitude au professorat de l'enseignement du second degré, du certificat d'aptitude au professorat de l'enseignement technique, du certificat d'aptitude au professorat de lycée professionnel ou du certificat d'aptitude au professorat d'éducation physique et sportive,
- Professeurs des écoles (PE)
- Conseillers principaux d'éducation (CPE)
- Psychologues de l'Éducation nationale (depuis 2017 ; auparavant conseillers d'orientation-psychologues)
- Ingénieurs d'étude (enseignement supérieur et recherche, éducation nationale, culture…)

### Corps techniques
- Fonction publique de l'État
  - Ingénieurs des travaux publics de l'État
  - Ingénieurs civils de la défense (Ministère des Armées) (appelés ingénieurs d'études et de fabrications jusqu'en mai 2020)
  - Ingénieurs des travaux de la météorologie
  - Ingénieurs des travaux géographiques et cartographiques de l'État (IGN)
  - Ingénieurs de l'industrie et des mines
  - Ingénieur-économiste de la construction
  - Ingénieurs des systèmes d'information et de communication (ministère de l'intérieur)
  - Ingénieurs des services techniques
  - Ingénieurs de police technique et scientifique
  - Ingénieurs des études et de l'exploitation de l'aviation civile
  - Ingénieurs du contrôle de la navigation aérienne
  - Ingénieurs électroniciens des systèmes de la sécurité aérienne
  - Ingénieurs de l'agriculture et de l'environnement
  - Ingénieur des services culturels et du patrimoine
  - Les corps des ingénieurs de recherche et de formation (ingénieurs d'études, ingénieurs de recherches, assistants ingénieurs)
  - Attachés statisticiens de l'INSEE
  - Attachés des systèmes d'information et de communication (affaires étrangères)
  - Le corps des médecins de l’éducation nationale (médecin scolaire)
  - Les corps de cadres de santé paramédicaux
  - Les corps d'infirmiers et assimilés
  - Les corps de sages-femmes
  - Le corps des cadres techniques de l'Office National des Forêts (ONF)
- Fonction publique territoriale
  - Architecte-voyers
  - Ingénieurs territoriaux
  - Ingénieur de la ville de Paris
  - Le cadre d'emploi des médecins territoriaux (décret 92-851 du 28 août 1992)
  - Médecins et pharmaciens de sapeurs-pompiers professionnels
  - Infirmiers d’encadrement de sapeurs-pompiers professionnels
- Fonction publique hospitalière
  - Ingénieurs hospitaliers
  - Les corps d'infirmiers et assimilés
  - Les corps de sages-femmes

### Cadres d'emploi des assemblées parlementaires
- Le corps des administrateurs-adjoints de l'Assemblée nationale
- Le corps des administrateurs-adjoints du Sénat

## Catégorie B
- Fonction publique de l'État
  - Les corps des secrétaires administratifs
  - Le corps des secrétaires de chancellerie (ministère de l'Europe et des affaires étrangères)
  - Le corps des secrétaires administratifs spécialisé de la direction générale de la sécurité extérieure
  - Le corps des secrétaires d'administration de l'éducation nationale et de l'enseignement supérieur (SAENES)
  - Le corps d'encadrement et d'application de la Police nationale
  - Le corps d'encadrement et d'application de l'administration pénitentiaire
  - Le corps des assistants de bibliothèque
  - Le corps des bibliothécaires adjoints spécialisés
  - Le corps des contrôleurs des finances publiques (issu de la fusion du corps des contrôleurs du Trésor public avec celui des contrôleurs des impôts)
  - Le corps des contrôleurs des douanes et droits indirects (branche opérations commerciales et branche surveillance)
  - Le corps des contrôleurs du travail (mis en extinction depuis 2013)
  - Le corps des contrôleurs de la concurrence, de la consommation et de la répression des fraudes
  - Le corps des contrôleurs de l'INSEE.
  - Le corps des géomètres-cadastreurs des finances publiques
  - Le corps des géomètres de l'institut national de l'information géographique et forestière (IGN)
  - Le corps des greffiers des services judiciaires
  - Le corps des inspecteurs du permis de conduire et de la sécurité routière
  - Le corps des instituteurs (en extinction depuis les années 1990, sauf à Mayotte)
  - Les corps d'infirmiers (infirmiers ayant choisi de rester en « catégorie active »)
- Fonction publique territoriale
  - Le cadre d'emploi des rédacteurs territoriaux
  - Le cadre d'emploi des chefs de service de police municipale
  - Lieutenants de sapeurs-pompiers professionnels
  - Infirmiers de sapeurs-pompiers professionnels

### Corps d'exploitation
- Le corps des contrôleurs des travaux publics de l'État

### Corps techniques
- Fonction publique de l'État
  - Le corps des contrôleur sanitaire des services du ministère de l'Agriculture
  - Le corps des secrétaires des systèmes d'information et de communication (ministère de l'Europe et des Affaires étrangères)
  - Le corps des techniciens d'art (ministère de la Culture)
  - Le corps des techniciens de l'environnement
  - Le corps des techniciens de la police technique et scientifique
  - Le corps des techniciens de recherche et de formation
  - Le corps des techniciens des administrations de l’État
  - Le corps des techniciens des services culturels et des bâtiments de France (ministère de la Culture)
  - Le corps des techniciens des systèmes d'information et de communication (ministère de l'Intérieur)
  - Le corps des techniciens du ministère de l'Europe et des Affaires étrangères
  - Le corps des techniciens sanitaire et de sécurité sanitaire
  - Le corps des techniciens supérieurs du développement durable
  - Le corps des techniciens supérieurs de la météorologie
  - Le corps des techniciens supérieurs de l'économie et de l'industrie
  - Le corps des techniciens supérieurs d'études et de fabrications (Ministère des Armées)
  - Le corps des techniciens supérieurs du ministère de l'agriculture
  - Le corps des techniciens supérieurs des études et de l'exploitation de l'aviation civile
  - Le corps des techniciens supérieurs forestier de l'Office national des forêt (ONF)
  - Les corps des techniciens de laboratoire
- Fonction publique territoriale
  - Le cadre d'emploi des techniciens territoriaux

### Cadres d'emploi des assemblées parlementaires
- Le corps des assistants de direction et de gestion des services de l'Assemblée nationale
- Le corps des assistants de direction et de gestion des services du Sénat

## Catégorie C
- Fonction publique de l'État
  - Les corps des adjoints administratifs
  - Les corps des adjoints techniques
  - Le corps des adjoints de contrôle de la concurrence, de la consommation et de la répression des fraudes
  - Le corps des agents d'accueil, de surveillance et de magasinage (culture)
  - Le corps des agents des services techniques
  - Le corps des agents de constatation des douanes et droits indirects (branche opérations commerciales et branche surveillance)
  - Le corps des dessinateurs de l'Équipement
  - Le corps des magasiniers des bibliothèques
- Fonction publique territoriale
  - Le cadre d'emplois des adjoints techniques territoriaux
  - Le cadre d'emplois des adjoints techniques territoriaux des établissements d'enseignement
  - Le cadre d'emplois des agents territoriaux spécialisés des écoles maternelles
  - Sapeurs-pompiers professionnels non officiers
  - Agents de police municipale

### Corps d'exploitation
- Le corps des agents d'exploitation des travaux publics de l'État
- Le corps des chefs d'équipe d'exploitation des travaux publics de l'État

## Catégorie D
Les corps de catégorie D, régis par le décret n° 58-651 du 30 juillet 1958, ont été mis en extinction depuis le début des années 1990. Ces agents sont depuis assimilés à la catégorie C en tant qu'adjoints techniques. Il s'agissait notamment des :
- agents de bureau
- agents de nettoyage
- agents de service